# Мишел Бење
Мишел Бење (фр. Michèle Beugnet) 15. април 1950) бивша је француска, атлетичарка спацијализована за спринтерске дисциплине,

## Спортска биографија
Мишел Бење је 13 пута била чланица француске атлетске репрезентације. Освојила је сребрну медаљу са штафетом 4 х 1 круг  на Европском дворанском првенству 1972. у Греноблу, Штафета је трчала у саставу: Бење, Кристијан Марле, Клодин Мер и Никол Пани,
Године 1971. учествовала је на Медитеранским играма у Измиру где се такмичила у две дисциплине: на 100 метара била је трећа, а са штафетом 4 х 100 метара друга.